# Cuphodes holoteles
Cuphodes holoteles là một loài bướm đêm thuộc họ Gracillariidae. Nó được tìm thấy ở Queensland.